# Nátrium-klorid
A nátrium-klorid (NaCl) – más néven konyhasó, só, kősó, tengeri só – az egyik legfontosabb, az állatok és az ember számára nélkülözhetetlen vegyület. Ásványtani neve halit. A VIII. Magyar Gyógyszerkönyvben  Natrii chloridum     néven hivatalos.  

## Tulajdonságai

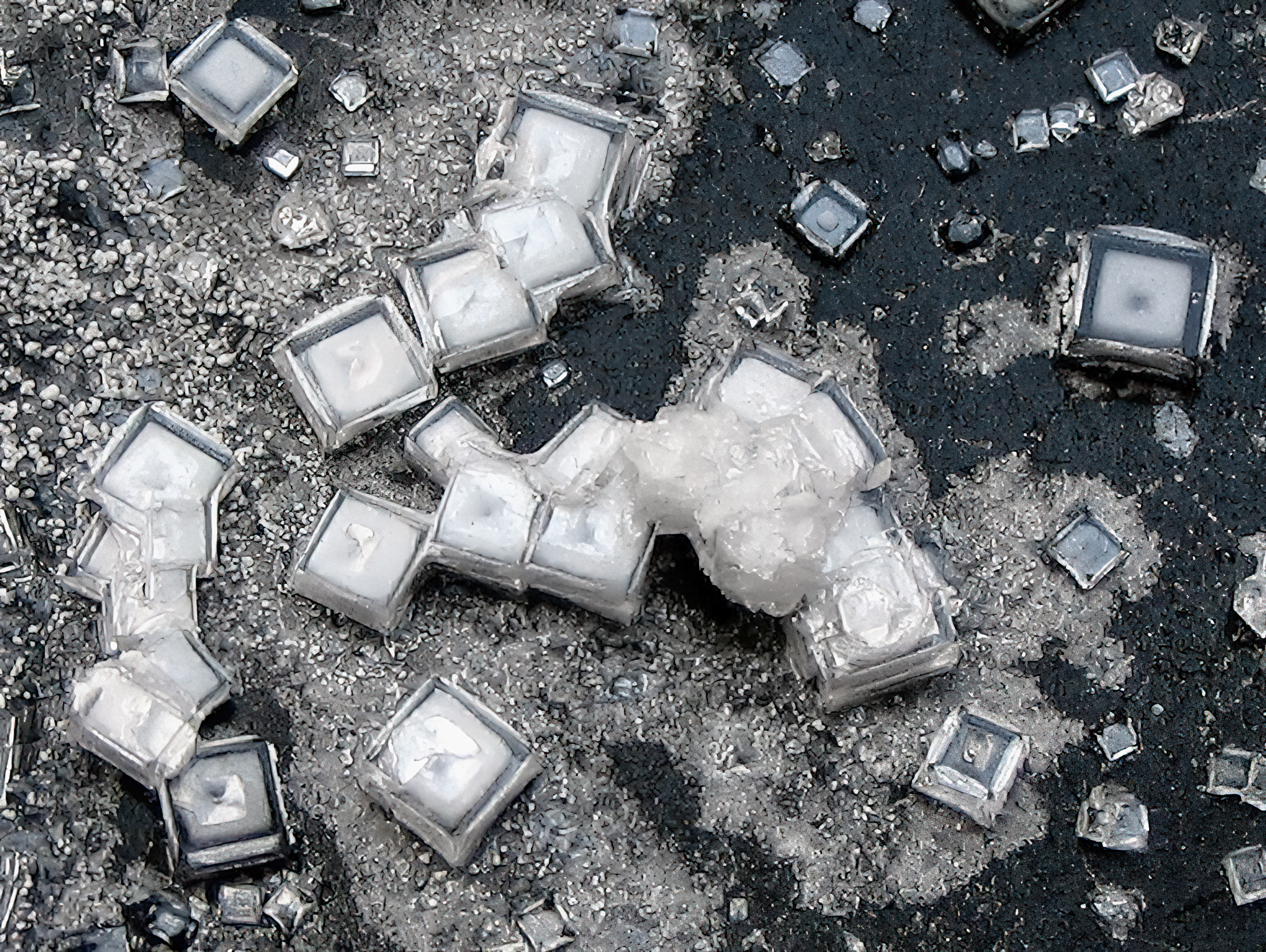
Sókristályok

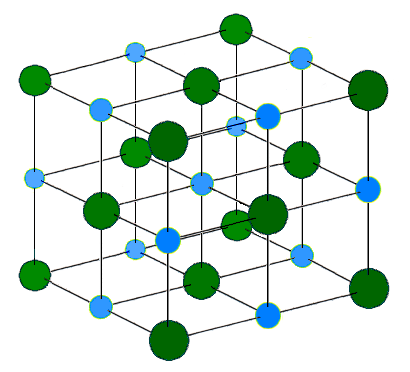
A NaCl (konyhasó) kristályrácsa

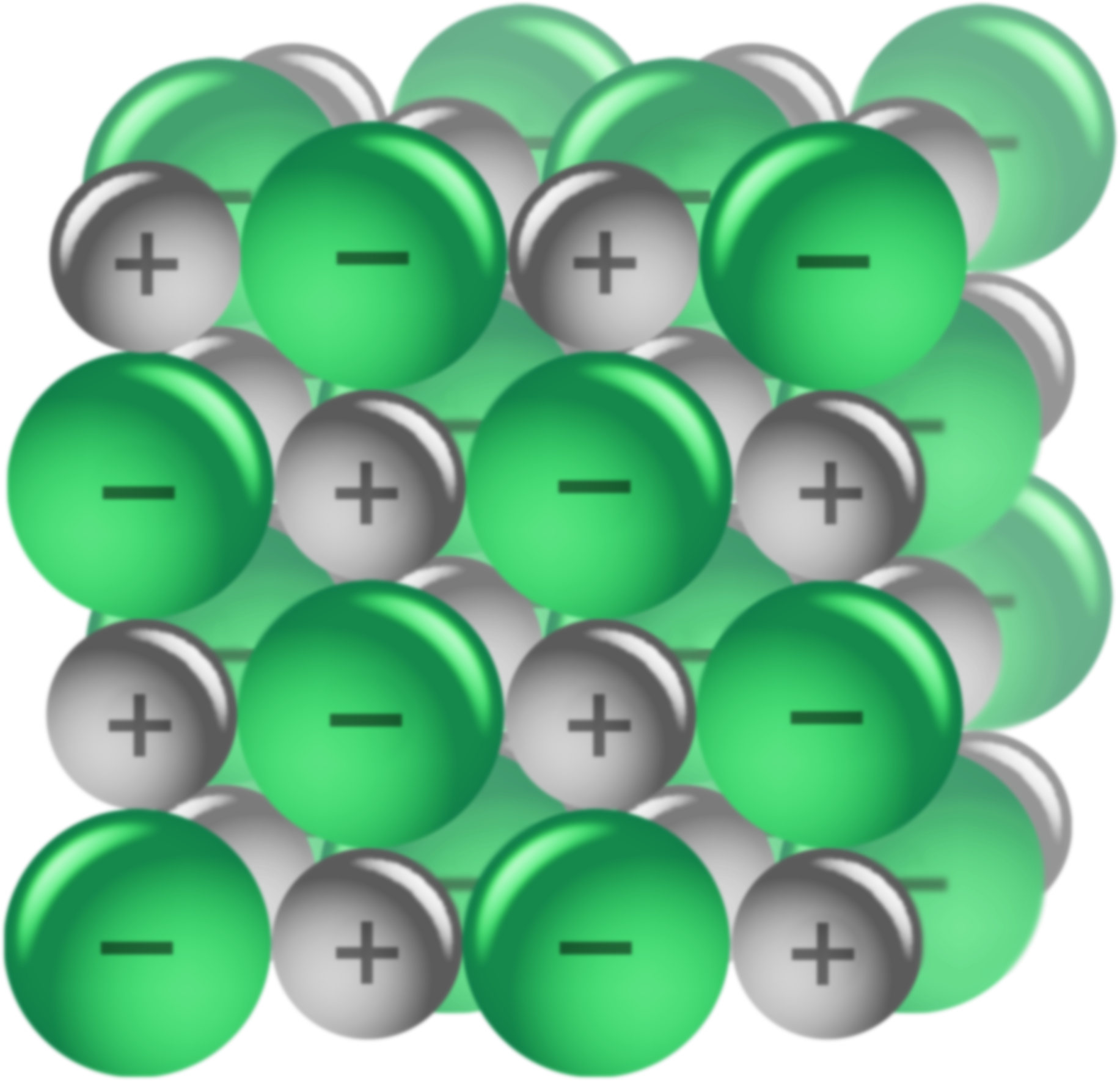
A NaCl kristályrács-modellje

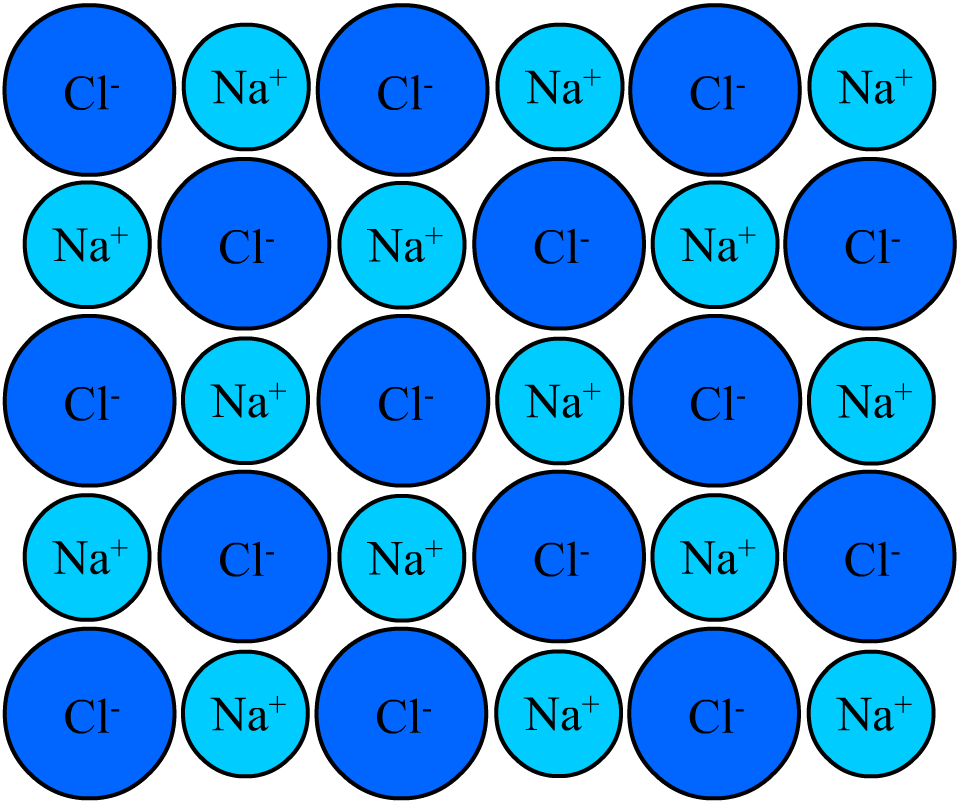
A NaCl kristályszerkezete

### Fizikai tulajdonságok
Színtelen, szagtalan, kristályos vegyület, íze a legerősebben sós az ismert anyagok közül. Ionrácsos anyag, szilárd halmazállapotban lapon középpontos kockarácsot alkot. Az ionrácsot pozitív nátrium (Na+) és negatív klorid (Cl−) ionok alkotják. Az ionokat erős elektrosztatikus vonzóerő – az ionkötés – tartja össze. Minden pozitív iont hat negatív ion, és minden negatív iont hat pozitív ion vesz körül, tehát az ellentétes töltésű ionok számaránya 1:1. Ezt jelöli a konyhasó összegképlete (kémiai képlete) is: NaCl. Kristálya kifelé semleges. Kocka alakú kristályai kitűnően hasadnak a kocka lapjai mentén, a nagyobb kristályok ütés hatására apróbb, kocka alakú kristályokra törnek szét. Ez a kockarács az egyik legszabályosabb kristályforma.
Vízben jól oldódik, miközben nagymértékben disszociál összetevőire: pozitív töltésű hidratált nátrium- (Na+) és negatív töltésű hidratált klorid- (Cl−) ionokra. Vizes oldata semleges kémhatású. Jó vízoldhatóságát bizonyítják tengereink, melyek mind tartalmaznak oldott sót, valamint a földi élet majdnem minden sejtje, ahol a sejtközi folyadékok sóoldatok. Érdekes tulajdonsága, hogy vízoldhatósága, ellentétben majdnem minden szervetlen sóval, nem függ számottevő mértékben a víz hőmérsékletétől. Tehát 90 °C-on alig oldódik jobban, mint 10 °C-on. Vizes oldata és olvadéka jól vezeti az elektromos áramot (elektrolit), jól oldódik cseppfolyós ammóniában is.
A tiszta nátrium-klorid nem higroszkópos, de ha szennyezést (például magnéziumsót) tartalmaz, nedvszívóvá, tapadóssá válik. Alkoholban oldhatatlan.
-5°C hóval vagy jégdarával összekeverve a só oldódásakor energiát von el a környezetétől és a keverék hőmérséklete -18°C-ra hűl rövid idő alatt. Ez a gyakorlatban elismert érték. Azonban az eutektikum hőmérséklete valójában -23°C. Az oldási folyamat akkor hatékony, ha a bekevert komponensek aránya (tömegtörtje) 0,25 körül van. Az ilyen elegy a frigorific oldatok közé tartozik. 

### Kémiai tulajdonságok
Stabil vegyület, magas hőmérsékletre hevítve sem kezd el bomlani. Kénsav hatására nátrium-biszulfát keletkezik belőle és hidrogén-klorid szabadul fel. Ha a konyhasó fölöslegben van, a nátrium-hidrogén-szulfát hevítés hatására további sósavat tehet szabaddá a nátrium-kloridból nátrium-szulfát keletkezése közben.
{\displaystyle \mathrm {NaCl+H_{2}SO_{4}\rightarrow NaHSO_{4}+HCl} }
{\displaystyle \mathrm {NaHSO_{4}+NaCl\rightarrow Na_{2}SO_{4}+HCl} }
A lángot a nátrium-klorid – és minden más nátriumvegyület is – élénksárgára festi, a nátrium-nitrátot ezért használják a sárga színű tűzijáték előállításához. A lángfestés a nátrium minőségi kimutatására is használható.

## Előfordulása
A nátrium-klorid igen nagy mennyiségben fordul elő a Föld felszínén, főként a világtengerekben, óceánokban. Ezek összességében 3-3,5% oldott sót tartalmaznak, melynek kb. 80%-a NaCl. A sarkkörök tájékán az olvadó jég miatt ennél alacsonyabb a sókoncentráció, egyes lefolyás nélküli tavak, tengerek viszont magasabb sótartalmúak. Ilyen például a Holt-tenger. A sókoncentráció gyakran annyira megnő, hogy az oldat túltelítetté válik, és a só kikristályosodik.
A sótelepek nyílt tengerektől elszakadt tengerrészek beszáradásakor keletkeztek. Ezek azokat a sókat tartalmazzák, amik eredetileg a tengerben voltak oldva, legnagyobb mennyiségben nátrium-kloridot. A nátrium-klorid mellett kisebb mennyiségben megtalálható a nátrium-bromid és -jodid, a nátrium-szulfát, illetve tartalmaznak kálium-, magnézium- és kalciumsókat is, ezek főként a sótelepek fedőrétegében találhatók.

## Előállítása
A nátrium-kloridot vagy konyhasót a kibányászott kősó tisztításával, valamint a tengervíz bepárlásával nyerik.
Kősóbányászatra csak olyan rétegek alkalmasak, amelyek legalább 97-98% nátrium-kloridot tartalmaznak. Az ennél alacsonyabb sótartalmú rétegekből a kősót kioldással nyerik. A kioldást a föld alatt végzik, úgy, hogy először vizet szivattyúznak a bányába, majd ha az oldat telített lett, kiszivattyúzzák és bepárolják.

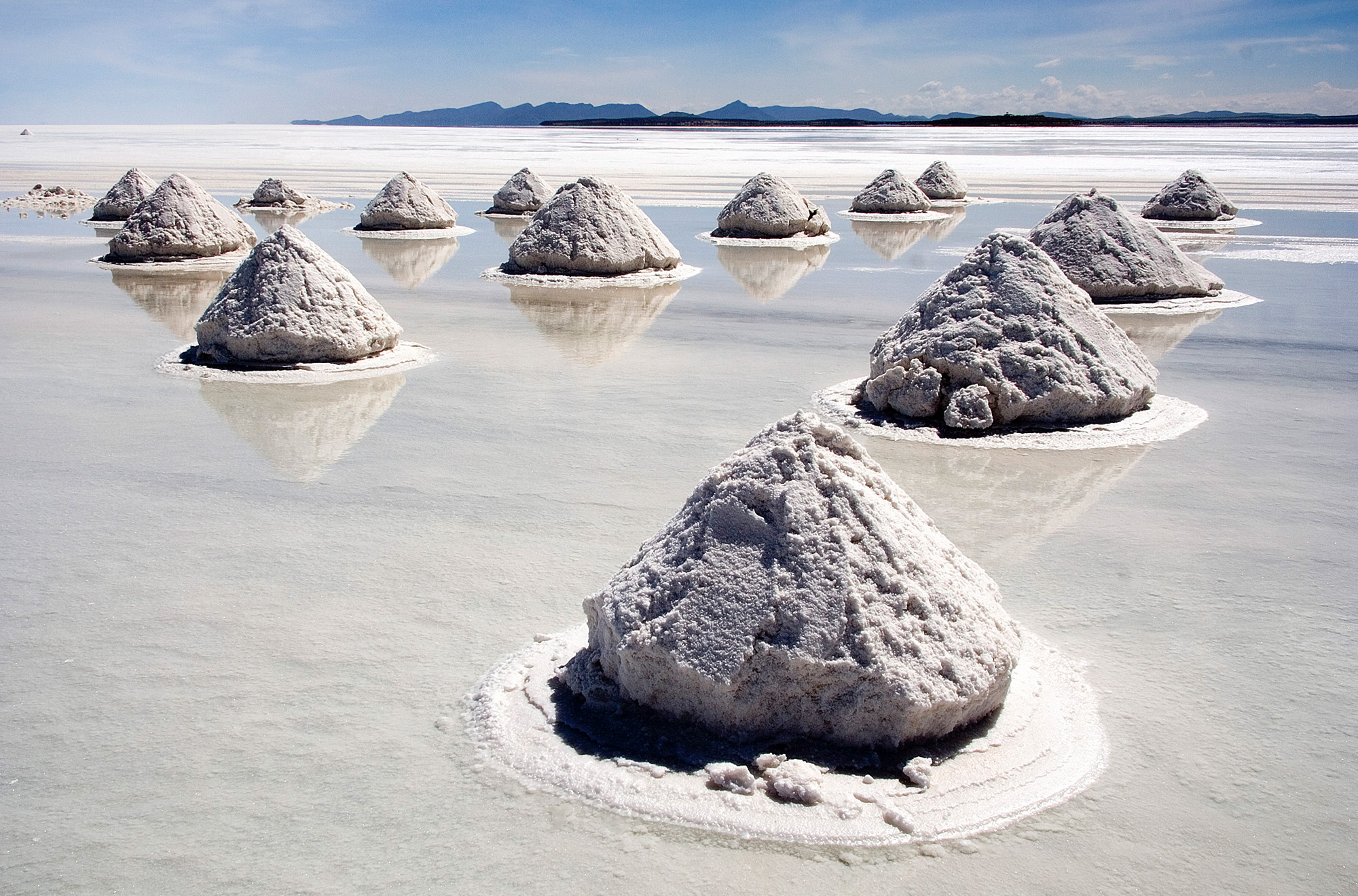
Száradó sóhalmok Bolíviában

A tengeri sót a tengervíz bepárlásával kapják, mely nem csak nátrium-kloridot tartalmaz, hanem más ásványi anyagokat is. Meleg éghajlatú területeken a tenger vizét lapos medencékbe engedik, és a Nap melege segítségével párolják be. A Föld legnagyobb sólepárlója a mexikói Déli-Alsó-Kalifornia állam északi részén, Guerrero Negro városa mellett található.
A kereskedelmi minőségű, ipari só körülbelül 2-3% szennyezést tartalmaz, főként magnézium-kloridot, kalcium-kloridot és kalcium-szulfátot. Ez higroszkópos, levegőn állva megnyirkosodik. A kereskedelmi minőségű sónál azonban nagyobb tisztaságúra van szükség étkezési, gyógyszerészeti és egyéb kémiai célokra.
A sót úgy tisztítják, hogy először feloldják vízben, majd nátrium-karbonát hozzáadásával a kalcium- és magnéziumsókat kalcium-karbonát, illetve magnézium-karbonát csapadék alakjában leválasztják. Az oldatot ezután sósavval semlegesítik, majd főzéssel besűrítik. Ebből tiszta nátrium-kloridot HCl-gáz belevezetésével nyernek, ez részben kiválasztja a nátrium-kloridot, de a kis mennyiségben jelenlévő szennyezéseket nem.
Laboratóriumban NaCl keletkezik sósav és nátrium-hidroxid semlegesítési reakciója, vagy nátrium-karbonát és sósav reakciója során.

## Szerepe az élő szervezetekben
Az állatok és az ember is igényli a sót. Fontos alkotórésze az emberi szervezetnek. Mindig megtalálható a testnedvekben, a vérben, az izzadságban és a vizeletben. Fontos szerepe van az izotónia, azaz a megfelelő ozmózisnyomás fenntartásában. A nátrium-klorid szükséges a gyomorsav képződéséhez is. A szervezetbe a táplálékkal jut be. Főként növényi táplálék esetén nagyon fontos, hogy a szervezetbe megfelelő mennyiségű konyhasó jusson be, mert a növények csak nagyon kevés nátriumsót tartalmaznak. Ezért nyalatnak a növényevő állatokkal kősót. Az ember naponta körülbelül 5-15 g nátrium-kloridot fogyaszt, ami arányban áll az ürítéssel, de ez általában messze meghaladja a szükségletet.
A sejtek közötti folyadék (extracelluláris tér) kb. 136-146 mmol/l nátrium iont tartalmaz. Az extracelluláris tér ásványi anyag összetételét a Ringer-oldat jól közelíti, melynek nagy része (kb. 95%) NaCl. A fiziológiás sóoldat, amely 0,9%-os (tömegszázalék) NaCl-oldat, izoozmotikus (300 mOsm/l) az emlősök extracelluláris folyadékával, így alkalmas nagy vérveszteség esetén a gyűjtőérbe fecskendezve a vér pótlására. A gyakorlatban inkább Ringer-oldatot használnak, mivel az a főbb ionok tekintetében jobban megközelíti a extracelluláris tér ionösszetételét.

## Felhasználása, jelentősége

### Iparban
Fontos kémiai alapanyag, a legtöbb nátriumvegyületet és kloridot nátrium-kloridból állítják elő.
Tömény vizes oldatának elektrolízisével nátronlúg (NaOH) állítható elő. Ebből a nátrium-hidroxidból szén-dioxid hatására szóda és víz keletkezik:  {\displaystyle \mathrm {2NaOH+CO_{2}\rightarrow Na_{2}CO_{3}+H_{2}O} }.
Ezenkívül felhasználják még kisózásra (szerves anyagok, például szappan, festékek kiválasztására oldatokból), bőrcserzésre, agyagáruk zománcozására, jég megolvasztására és hűtőkeverékek készítésére.
A hűtőkeverékeknek az az alapja, hogy olvadáspontjuk alacsonyabb, mint a tiszta vízé. A jég vagy a hó a sózás hatására a felületén megolvad, és a hőmérséklete addig csökken, amíg el nem éri a sóoldat olvadáspontját. Nátrium-kloriddal ‒20 °C-os hőmérséklet is elérhető.
A kohászatban felhasználják az ezüst, az arany, a réz és a cink előállításnál.
A spektroszkópia sárga nátriumfény előállítására használja. Az infravörös spektroszkópiában lencséket és prizmákat készítenek belőle.

### Ízesítőszerként

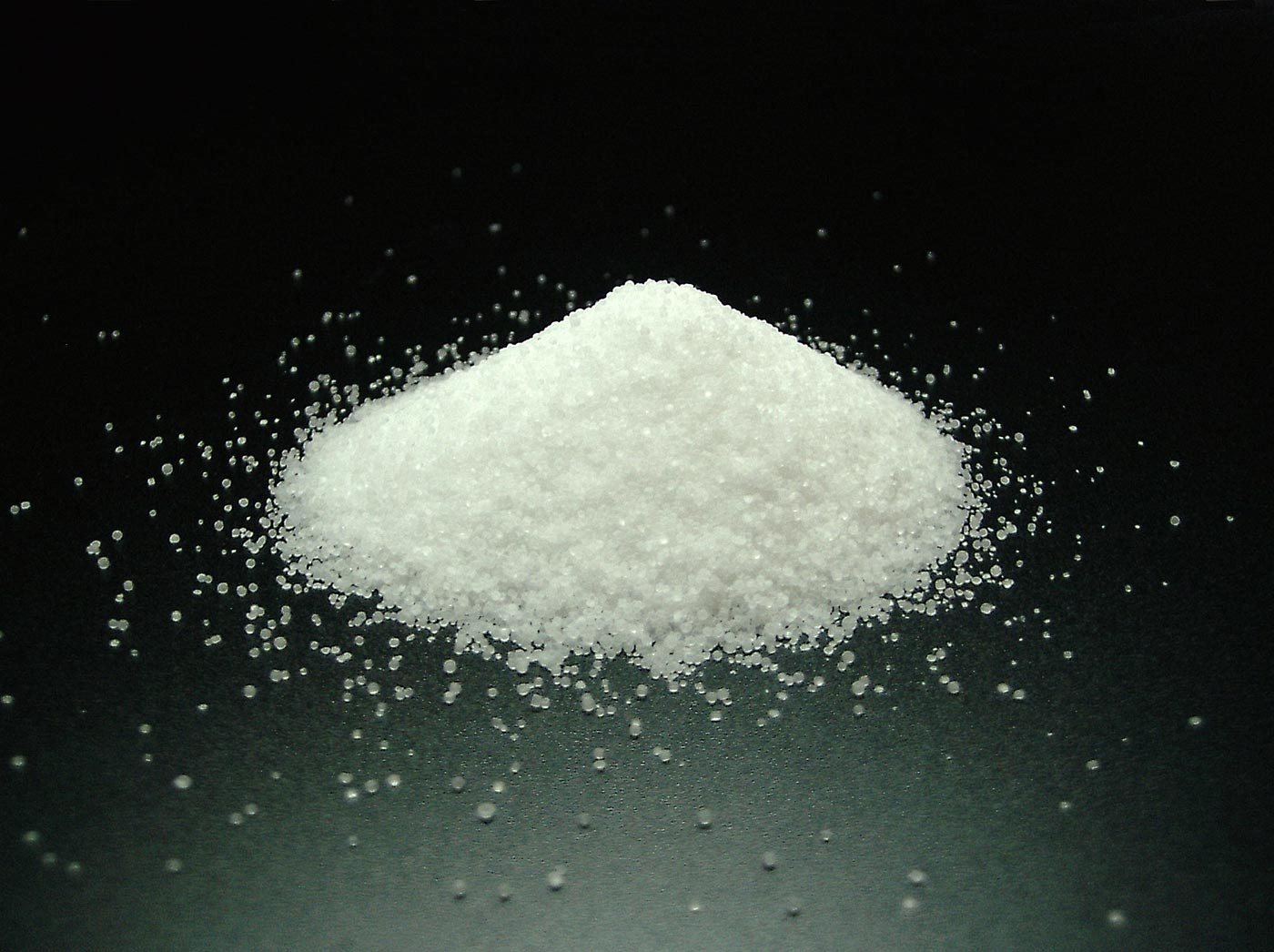
Konyhasó

A konyhasó az egyetlen ásványi eredetű ízesítő anyag, amelyet nem csak az ételek ízesítéséhez, hanem azok tartósításához is használunk.
Például hús és hal tartósítására is használják, mert a szövetekből vizet von el, és ezáltal meggátolja a káros baktériumok szaporodását.
A kellően fűszerezett étel ízét kiemeli, javítja a sózás, de ha túlsózzuk az ételt, a só elnyomja a fűszerek ízét.
A kereskedelemben többféle típus kapható, melyek az eredet, szemcsefinomság, tisztaság, adalékanyagok tekintetében különbözhetnek egymástól.
Adalékanyagok a konyhasóban
A minőségi konyhasó adalékanyagokat is tartalmaz; magnézium-karbonátot az összetapadás gátlására, illetve jódot (kálium-jodid vagy kálium-jodát formában) a golyva (lat: struma) illetve egyéb jódhiányos panaszok megelőzésére. (Erre a tengerektől távol eső területeken, így Közép-Európában, különösen Magyarországon nagy szükség van, mivel a talajok, így a táplálék is jódban rendkívül szegény.)

### Gyógyászatban

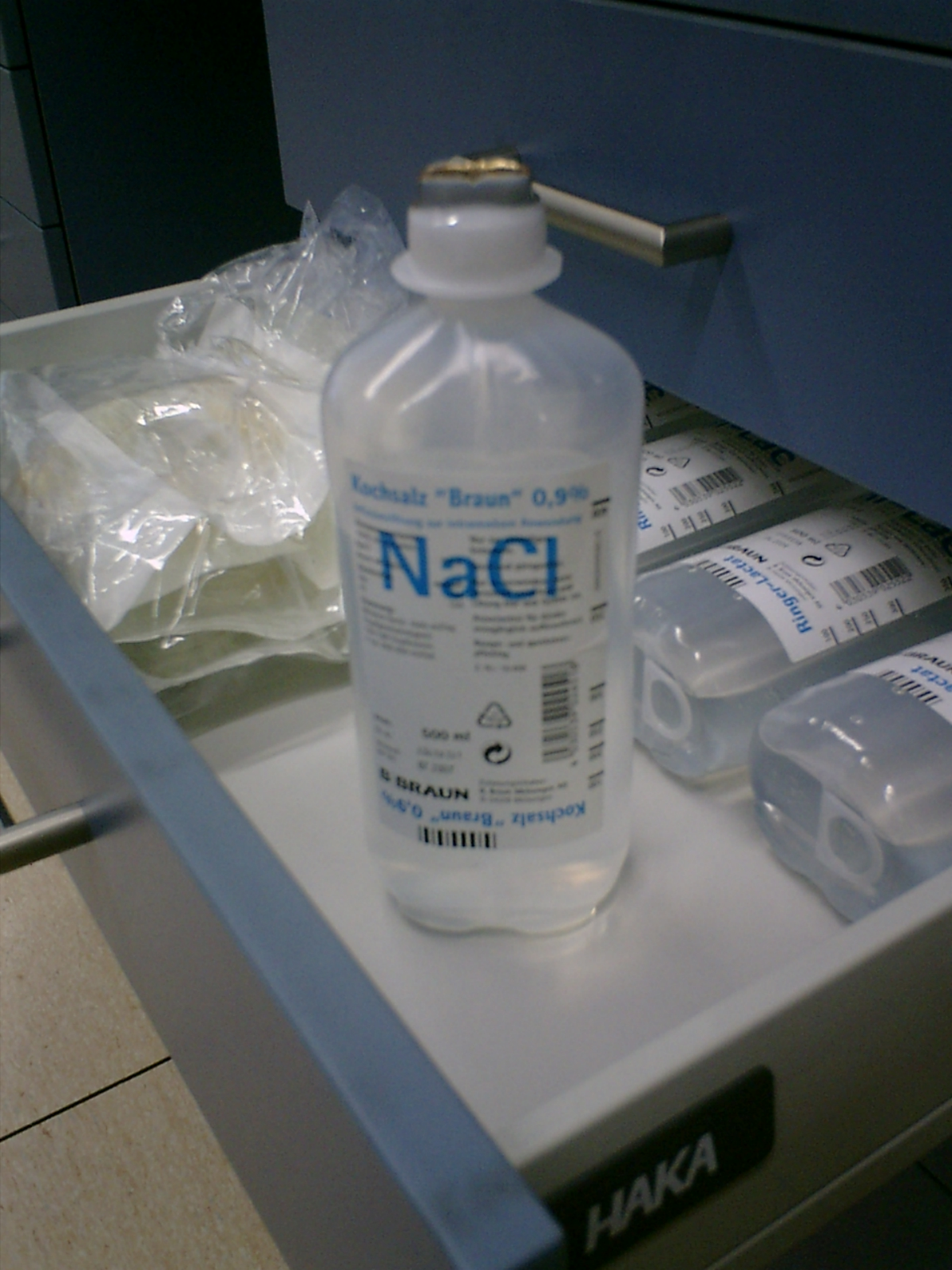
NaCl-infúzió (fiziológiás oldat)

A só életszükséglet. A sóhiány szédülést, izomgyengeséget, görcsöket okozhat, de kritikusabb helyzetben apátiához, halálhoz vezethet.
Szervezetünk napi NaCl-szükséglete széles határok között változik. Nyáron a nagyobb folyadékveszteség miatt jóval nagyobb a szükséglet is, télen amikor keveset izzadunk, ez jóval kevesebb. Átlagos vegyes táplálkozás mellett kb. 5-15 g sót fogyasztunk, mely könnyedén csökkenthető 3 g-ra. Teljes éhezés alatt, semleges környezeti hőmérséklet mellett a nátriumveszteség minimális (20–30 mg), mert a vese nátriumkonzerváló mechanizmusai a szárazföldi életforma általában nátriumszegény környezeti körülményeihez adaptálódva igen hatékonyan képes megőrizni a nátriumot. Ezzel szemben ha az ember nagyobb sóadagot elfogyaszt (15-25 g NaCl), a többlet csak 1-2 nap alatt ürül ki. A kutya veséje ebből a szempontból sokkal tökéletesebb, mert 4 g/ttkg NaCl-terhelés egy napon belül kiürül.
Fiziológiás oldat: 0,9%-os oldatát fiziológiás vagy izotóniás sóoldatként használják (infúzió).
(lásd még: Szerepe az élő szervezetekben szakasz).

### Történelme
A só a történelem folyamán mindig fontos alapanyag volt. A korábbi évszázadokban, amikor még a hűtőt nem ismerték, sóval tartósítottak. A 20. századig több országban monopólium volt sót előállítani, akkora haszon volt rajta. Indiában ezért is indult el a függetlenségi passzív harc.
A só fizetőeszköz volt az ókorban és még a középkorban is. Megbecsültségét jelzi, hogy számos népnél szokás a vendéget kenyérrel és sóval fogadni.
Magyarország hosszú ideig gazdag volt sóbányákban. (Aknaszlatina-Marosújvár-Parajd). A máramarosi és a parajdi sóbányák termelése királyi monopólium volt. Erdélyből a sószállító vízi úton tutajjal hozták le a sót Szegedig, és ott raktározták, majd osztották el az országban.